# Calcitonin gen-relateret protein
 Der er for få eller ingen kildehenvisninger i denne artikel, hvilket er et problem. Du kan hjælpe ved at angive troværdige kilder til de påstande, som fremføres i artiklen.

Calcitonin gen-relateret peptid eller CGRP er et neuropeptid, et medlem af calcitonin-peptidfamilien, og det findes hos mennesket i to lidt forskellige former, α-CGRP og β-CGRP. 
Øget niveau af CGRP er kædet sammen med migræne og TMD (temporomandibulær dysfunktion dvs. kæbeledsdysfunktion), såvel som en række andre sygdomme såsom hjertesvigt, hypertension, og sepsis.
CGRP produceres både i perifere og centrale neuroner. Det er et potent peptid som vasodilator og fungerer i transmission af smerteimpulser (også kaldet nociception) og ved regenerering af nervevæv efter skade. 

## Biokemi
Både α-CGRP og β-CGRP er peptider på 37 aminosyrer. α-CGRP dannes ved en alternativ splejsning af genet for calcitonin beliggende på kromosom 11. Det mindre undersøgte β-CGRP afviger fra α-CGRP ved at være kodet i et separat gen i samme område og er kun forskellig i tre aminosyrer.
Regulering af ekspressionen af CGRP kontrolleres igennem signaltransduktionen af cytokiner gennem mitogen-aktiverede proteinkinaser (MAPK).
CGRP medierer sine effekter igennem en heteromer receptor, der består af en G-protein-koblet receptor benævnt CALCRL og et aktivitetsmodificerende protein (RAMP1). CGRP-receptorer findes i hele kroppen.

## Migrænemedicin
Både CGRP og receptoren for CGRP er target for ny migrænemedicin bestående af monoklonale antistoffer, der har vist lovende aktivitet som hæmmere af visse typer migræne.